# Allestree
Allestree is een plaats in de Australische deelstaat Victoria en telt 316 inwoners (2006).